# شبکه خبر
شبکه خبر (به اختصار انگلیسی: IRINN)، یکی از شبکه‌های تلویزیونی دولتی کشور ایران است که در مجموعه صدا و سیمای جمهوری اسلامی ایران مدیریت می‌شود. پخش برنامه‌های شبکه با فرمت HD و کدک HEVC نیز از گیرنده‌های زمینی و ماهواره‌ای از ۹ آذر ۱۳۹۹ آغازشد.
براساس سیاست‌های جدید سازمان صدا و سیمای جمهوری اسلامی ایران، فرایند ادغام مراکز خبری این سازمان یعنی خبرگزاری صدا و سیما، باشگاه خبرنگاران جوان و شبکه خبر از تاریخ ۱۵ اسفند ۱۴۰۰ آغاز و در این راستا، از این تاریخ بخش‌های خبری ساعات ۸، ۱۴ و ۲۱ شبکه یک به‌طور همزمان از شبکه خبر نیز پخش می‌شود. همچنین برنامه گفتگوی ویژه خبری شبکه دو با برنامه تیتر امشب شبکه خبر ادغام شده و به شبکه یک و شبکه خبر انتقال یافته و ساعت ۲۱:۴۵ پخش می‌شود. بخش خبری ۲۲:۳۰ (اخبار سراسری) شبکه دو نیز حذف شده است.بخش خبری ساعت ۱۹ شبکه یک با بخش خبری ۱۹ شبکه خبر ادغام شده است. بخش خبری ساعت ۲۴ (اخبار ایران و جهان) شبکه تهران نیز با بخش خبری ساعت ۲۴ شبکه خبر (خبر نیمه شب) ادغام شده و به صورت جامع پخش می‌شود. از تاریخ ۱۲ اردیبهشت ۱۴۰۲ بخش‌های خبری ورزشی ساعات ۱۲:۴۵ و ۱۷:۴۵ شبکه سه به‌طور همزمان از شبکه خبر نیز پخش می‌شوند. در مرحله بعدی، فرآیند ادغام بخش‌های خبری و سایر بخش‌های دیگر در دستور کار این سازمان قرار خواهد گرفت.

## پیشینه
شبکهٔ خبر در ۲ آبان ماه ۱۳۷۸ به‌صورت آزمایشی و پس از یکماه در ۲ آذر ۱۳۷۸ آغاز به‌کار کرد. این شبکه در ابتدا روزانه ۱۵ ساعت برنامه پخش می‌کرد که در ادامه به ۲۰ ساعت و ۳۰ دقیقه و از شهریور ۱۳۹۱ به پخش ۲۴ ساعته رسید.
مدیریت شبکه خبر از ابتدای تأسیس تا مرداد ۱۳۸۰ به‌عهده محمد بیابانی و پس از وی به‌مدت ۱۳ سال برعهده اردشیر زابلی‌زاده بود.
در سال ۱۳۹۳ با تغییر مدیریت سازمان صدا و سیما، عبدالرضا بوالی به‌عنوان مدیر جدید شبکه خبر انتخاب و منصوب شد و تا آبان ۱۴۰۰ ریاست این شبکه را بر عهده داشت. در ۹ آبان ۱۴۰۰ با حکم پیمان جبلی رئیس سازمان صدا و سیما، شهرام وثوقی‌راد به سمت سرپرستیِ مدیریت این شبکه منصوب شد. در تاریخ ۲۹ اسفند ۱۴۰۰، مدیریت این شبکه به محمدرضا آذرپندار سپرده شد. در شهریور ۱۴۰۳ محمدعلی صائب به‌عنوان مدیر شبکه خبر منصوب شد.
تا نیمه دوم سال ۱۴۰۰، شبکه خبر به عنوان یک واحد خبری زیر مجموعه معاونت سیاسی و مستقل از خبرگزاری صداوسیما فعالیت می‌کرد. از نیمه دوم سال ۱۴۰۰ به دلیل تغییر ساختار معاونت سیاسی صداوسیما، فعالیت شبکه خبر نیز دچار تغییراتی شده و به زیر مجموعه خبرگزاری صداوسیما منتقل شد.
در پی انتقال شبکه خبر به زیر مجموعه خبرگزاری صداوسیما، از ۱۵ اسفند ۱۴۰۰، بخش‌های خبری شبکه یک، به صورت همزمان از شبکه خبر پخش می‌شوند.
در مرداد ۱۴۰۱ به منظور پوشش زنده رویدادهای خبری ایران و جهان، کانال دوم این شبکه تلویزیونی در ابتدا به صورت اینترنتی آغاز به‌کار کرد و از شهریور ۱۴۰۲ به عنوان یک کانال تلویزیونی سراسری، فعالیت خود را ادامه داد.

## اهداف و منش شبکه
گردآوری، دریافت، تهیه و تنظیم و پخش اخبار و گزارشهای خبری و برنامه‌های سیاسی در چارچوب خط مشی‌ها و ضوابط کلی سازمان صدا و سیما و سیاست‌های جمهوری اسلامی از جمله وظایف این شبکه عنوان شده است.

## گسترهٔ پخش
برنامه‌های این شبکه در اکثر مناطق ایران از طریق فرستنده‌های دیجیتال زمینی روی باند UHF قابل دریافت است. همچنین برنامه‌های این شبکه از طریق ماهواره اینتل‌ست ۳۹ و بدر ۵ در ایران و اکثر مناطق جهان پخش می‌شود. تماشای زنده شبکه خبر از طریق پایگاه اینترنتی سازمان صدا و سیما نیز میسر است. دریافت این شبکه مانند سایر شبکه‌های تلویزیونی وابسته به صدا و سیمای جمهوری اسلامی ایران رایگان است. پخش برنامه‌های شبکه خبر ۲۴ ساعته می‌باشد.

## بخش‌های خبری و برنامه‌ها
این شبکه با ۳۸ بخش خبری جمعاً به‌مدت ۱۰ ساعت درحال خبررسانی می‌باشد. همچنین زیرنویس شبکه در موضوعات عمومی، سیاسی، اقتصادی، هواشناسی، مذهبی، ورزشی و… به صورت ۲۴ ساعته جدیدترین اخبار را در اختیار علاقه‌مندان قرار می‌دهد. این شبکه چند استودیوی ویژه را در مرکز فوریت‌های پلیس ۱۱۰، سازمان حمل و نقل و ترافیک تهران و سازمان آتش‌نشانی و خدمات ایمنی تهران راه‌اندازی کرده و با برقراری ارتباط تصویری آخرین اخبار این حوزه‌ها را به‌صورت مستقیم پخش می‌کند. شبکه خبر قصد دارد استودیویی را در بازار بورس تهران نیز راه‌اندازی کند. برخی از رخدادهای خبری مهم نیز توسط این شبکه به‌صورت زنده پخش می‌شود. سخنرانی شخصیت‌های مهم سیاسی ایران و جهان، کنفرانس خبری هفتگی سخنگوی وزارت خارجه ایران و برخی جلسات مهم مجلس شورای اسلامی مانند جلسات رأی اعتماد یا استیضاح وزرا از آن جمله‌اند. به‌رغم فعالیت‌های این شبکه انتقادهایی نیز بر آن وارد است برای مثال مشرق نیوز در گزارشی به قلم میلاد ذوالفقاری مهم‌ترین ضعف شبکه خبر را نداشتن آرمان در فعالیت‌های خود می‌داند و آن را شبکه‌ای خنثی می‌نامد.
از برنامه‌های تولیدی روتین شبکه خبر در حال حاضر می‌توان سلام خبرنگار، صبح امروز، میز اقتصاد، صف اول، استاندار، میزگرد، موج و منهای ۴۸ را نام برد. در سالیان گذشته نیز برنامه‌های پرمخاطبی مانند صبح با خبر، دوربین خبرساز، چهارسوی لیگ، دونیم ساعت، حساس نشو، شبکه، شهر فرنگ و چاپ اول در این شبکه تولید و پخش می‌شدند.

## رویدادها

### اطلاعات نادرست و جنجالی
در آذر ۱۳۹۹، شبکهٔ خبر راجر واترز خواننده و ترانه‌سرای سرشناس انگلیسی را هنگامی که داشت علیه ریاست‌جمهوری ایالات متحده سخن می‌گفت، به عنوان کارشناس مسائل سیاسی معرفی کرد.

### هک شدن شبکه
در ۱۶ مهر ۱۴۰۱ و در جریان خیزش ۱۴۰۱ ایران گروه هکری عدالت علی هنگام پخش اخبار سراسری ساعت ۲۱ مشترک شبکه‌های یک و خبر، برای لحظاتی تلویزیون را هک کرد و شعار زن زندگی آزادی را پخش کرد.

تصویر هک شبکه خبر توسط گروه عدالت علی؛ در پایین از سمت راست، تصاویر سارینا اسماعیل‌زاده، مهسا امینی، حدیث نجفی و نیکا شاکرمی از جان‌باختگان اعتراضات سراسری ۱۴۰۱ ایران دیده می‌شود

همچنین تصویر ۴ نفر از کشته‌شدگان در اعتراضات نیز در تلویزیون نمایش داده شد.

### هویت بصری
در روز ۲۵ بهمن ماه سال ۱۴۰۳، حسن عابدینی، معاون سیاسی صدا و سیما ، در توییتی بدین‌گونه از تغییر هویت بصری شبکه خبر داد:
هویت بصری جدید ‎شبکه خبر همزمان با زاد روز بقیه الله الاعظم رونمایی می شود. نخستین مرحله باذن الله حدود ۶۰ درصد فراورده های رسانه ای را در بر می گیرد. رنگ غالب در هویت بصری جدید گرم تر و متناسب با ماهیت خبر، قرمز خواهد بود. رسم الخط هم خوانا تر و قاب بندی ها متفاوت می‌شود.
سر انجام در آغاز روز ۲۶ بهمن ماه ۱۴۰۳ و مصادف با جشن نیمه شعبان، هویت بصری شبکه خبر تغییر کرد.

### حمله به صدا و سیما
۲۶ خرداد ۱۴۰۴ و در جریان جنگ ایران و اسرائیل، ساعاتی پس از هشدار تخلیه ارتش اسرائیل برای ساکنان منطقه ۳ تهران، ساختمان مرکزی (شیشه‌ای) سازمان صداوسیمای جمهوری اسلامی ایران  هدف حمله هوایی قرار گرفت. ساعت ۱۸ و ۳۴ دقیقه این روز به وقت محلیِ تهران، زمانی که سحر امامی، مجری شبکه خبر در حال اجرای برنامه بود، این ساختمان که استودیوی پخش شبکه خبر هم در آن واقع بود، مورد حمله هوایی قرار گرفت.
در این حمله نیما رجب‌پور سردبیر ارشد شبکه خبر۲، معصومه عظیمی کارمند دبیرخانه این سازمان و یکی از کارکنان ترابری مجلس شورای اسلامی کشته شدند.